# Atupri
Die Atupri Gesundheitsversicherung AG mit Sitz in Bern ist eine auf die Krankenversicherung und Unfallversicherung spezialisierte Schweizer Versicherungsgesellschaft. Ihr Kerngeschäft bildet die Grundversicherung nach dem Krankenversicherungsgesetz sowie Zusatzversicherungen. Atupri zählte Anfang 2023 rund 178’622 Versicherte und erzielte mit 245 Mitarbeitenden Prämieneinnahmen von 823,6 Millionen Schweizer Franken (Prämieneinnahmen 2022).
Das Unternehmen wurde 1910 als Betriebskrankenkasse der Schweizerischen Bundesbahnen gegründet. Mit der Einführung des Krankenversicherungsgesetzes wurde sie 1995 in eine Stiftung umgewandelt und in Krankenkasse SBB umbenannt. Im Zuge einer weiteren Öffnung gegenüber aussenstehenden Versicherten wurde der Name 2003 in Atupri geändert.
Per 1. Januar 2024 schliesst sich Atupri, vorbehaltlich der Genehmigung durch die Aufsichtsbehörden, mit der Visana in der als Stiftung geführten Krankenversicherungs-Gruppe  Atusana zusammen. Zudem folgt eine Übertragung der Versicherten von der Atupri Gesundheitsversicherung (Stiftung) in die Tochtergesellschaft Atupri Gesundheitsversicherung AG.